# 堀之内 (新潟市)
堀之内（ほりのうち）は、新潟県新潟市中央区の町字。郵便番号は950-0981。

## 概要
1889年（明治22年）から現在までの大字。信濃川下流右岸の低湿微高地に位置する。元は江戸時代から1889年（明治22年）まであった堀之内新田の区域の一部で、新潟駅裏にあることから住宅地・商業地として急速に発展した。

### 隣接する町字
北から東回り順に、以下の町字と隣接する。
- 東幸町
- 天神尾
- 堀之内南
- 近江
- 下所島

## 歴史
1655年（明暦元年）の検地帳に「承応二年開き」とあるため、1654年（承応2年）に開発されたとされる。

### 分立した町字
1889年（明治22年）以後に、以下の町字が分立。
堀之内南（ほりのうちみなみ）
1978年（昭和53年）に分立した町字。

### 年表
- 1889年（明治22年）4月1日 : 合併により女池村の大字となり、1923年（大正12年）まで堀之内新田と称する。
- 1901年（明治34年）11月1日 : 合併により鳥屋野村の大字となる。
- 1943年（昭和18年）5月3日 : 合併により新潟市の大字となる。
- 2007年（平成19年）4月1日 : 新潟市の政令指定都市移行により、中央区の大字となる。

## 世帯数と人口
2018年（平成30年）1月31日現在の世帯数と人口は以下の通りである。
| 大字   | 世帯数  | 人口  |
| ------ | ------- | ----- |
| 堀之内 | 191世帯 | 426人 |

## 小・中学校の学区
市立小・中学校に通う場合、学区は以下の通りとなる。
| 番地 | 小学校             | 中学校               |
| ---- | ------------------ | -------------------- |
| 全域 | 新潟市立上所小学校 | 新潟市立鳥屋野中学校 |

## 主な企業・施設
- 清水フードセンター とやの店

## 交通
- 新潟県道51号新潟黒埼インター笹口線
- 新潟県道164号白山停車場女池線